# Rebecca Henderson
Rebecca Ellen Mcconnell (nascida em 27 de setembro de 1991) é uma ciclista australiana que compete na disciplina mountain bike, especialista em provas de cross-country. Foi uma das atletas que representou a Austrália nos Jogos Olímpicos de 2012 em Londres, onde terminou em vigésimo quinto lugar na prova de cross-country.